# Bifenil-2,3-diolo 1,2-diossigenasi
La bifenil-2,3-diolo 1,2-diossigenasi è un enzima appartenente alla classe delle ossidoreduttasi, che catalizza la seguente reazione:
bifenil-2,3-diolo + O2 ⇄ 2-idrossi-6-osso-6-fenilesa-2,4-dienoato + H2O
L'enzima agisce anche sul 3-isopropilcatecolo, formando 7-metil-2-idrossi-6-ossootta-2,4-dienoato. Non è uguale alla catecolo 2,3-diossigenasi (numero EC 1.13.11.2).